# Sundals-Ryrs distrikt
Sundals-Ryrs distrikt är ett distrikt i Vänersborgs kommun och Västra Götalands län.
Distriktet ligger norr om Vänersborg.

## Tidigare administrativ tillhörighet
Distriktet inrättades 2016 och utgörs av socknen Sundals-Ryr i Vänersborgs kommun.
Området motsvarar den omfattning Sundals-Ryrs församling hade vid årsskiftet 1999/2000.